# Lottengrün
Lottengrün ist ein Ortsteil der Gemeinde Tirpersdorf im sächsischen Vogtlandkreis. Der Ort wurde am 1. Januar 1994 nach Tirpersdorf eingemeindet.

## Geografie

### Lage und Verkehr

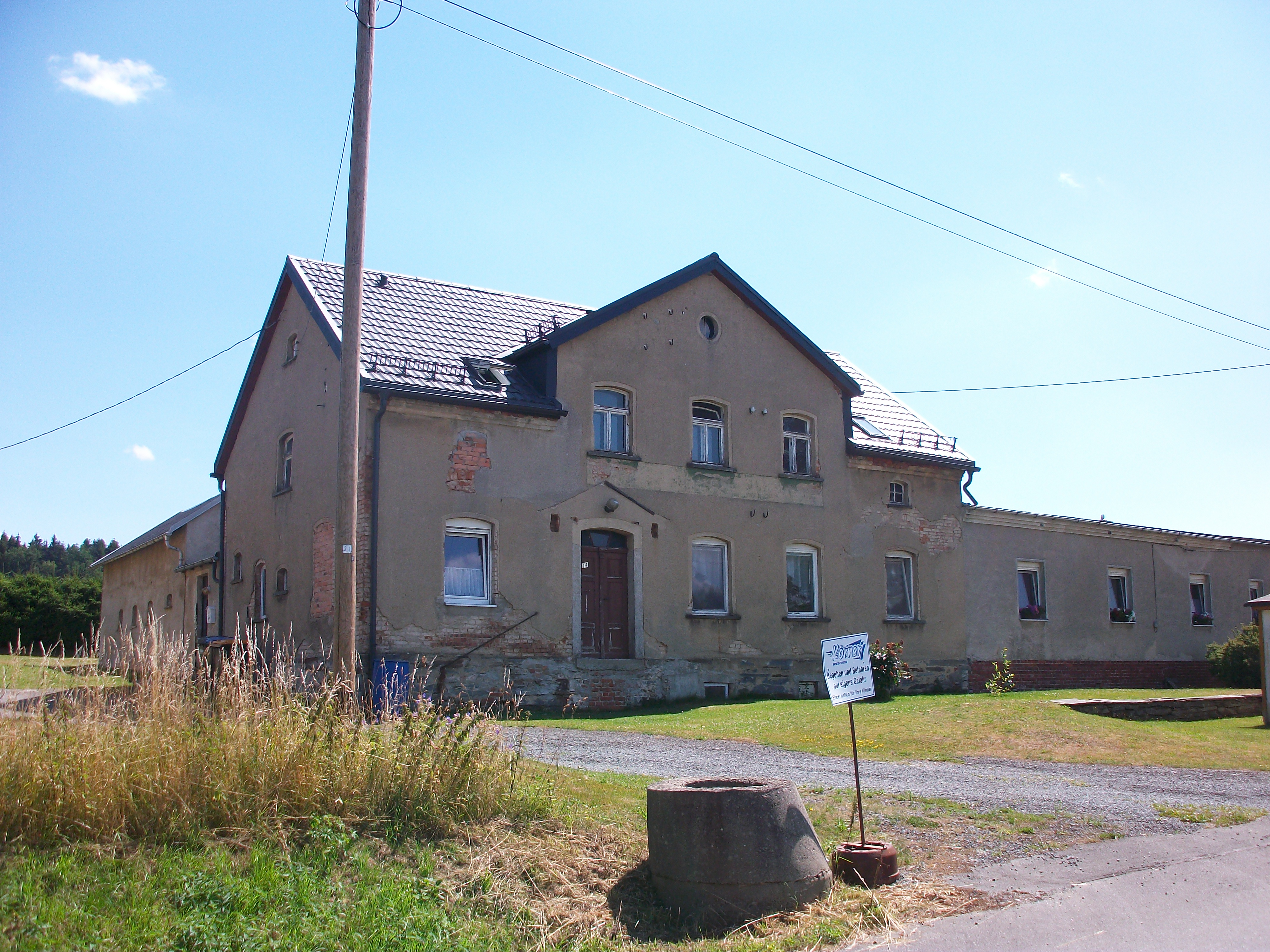
Lottengrün, Ehemaliges Bahnhofsrestaurant (2018)

Lottengrün am Westrand des Jägerswaldes bildet den nordöstlichsten Ortsteil der Gemeinde Tirpersdorf. Lottengrün befindet sich im Zentrum des Vogtlandkreises und im sächsischen Teil des historischen Vogtlands. Geografisch liegt der Ort im Osten des Naturraums Vogtland (Oberes Vogtland). Im 1869 eröffneten Bahnhof Lottengrün zweigte bis zur Stilllegung der Station im Jahr 1972 die Bahnstrecke Lottengrün–Plauen von der Bahnstrecke Herlasgrün–Oelsnitz ab. Letztere führt heute als Bahntrassenradweg durch den Ortskern von Lottengrün.
Der Ort ist mit der vertakteten RufBus-Linie 57 des Verkehrsverbunds Vogtland an Oelsnitz, Theuma und Kottengrün angebunden.

### Nachbarorte
|          | Theuma                                      |        |
| Droßdorf | Kompassrose, die auf Nachbargemeinden zeigt | Theuma |
|          | Tirpersdorf                                 |        |

## Geschichte

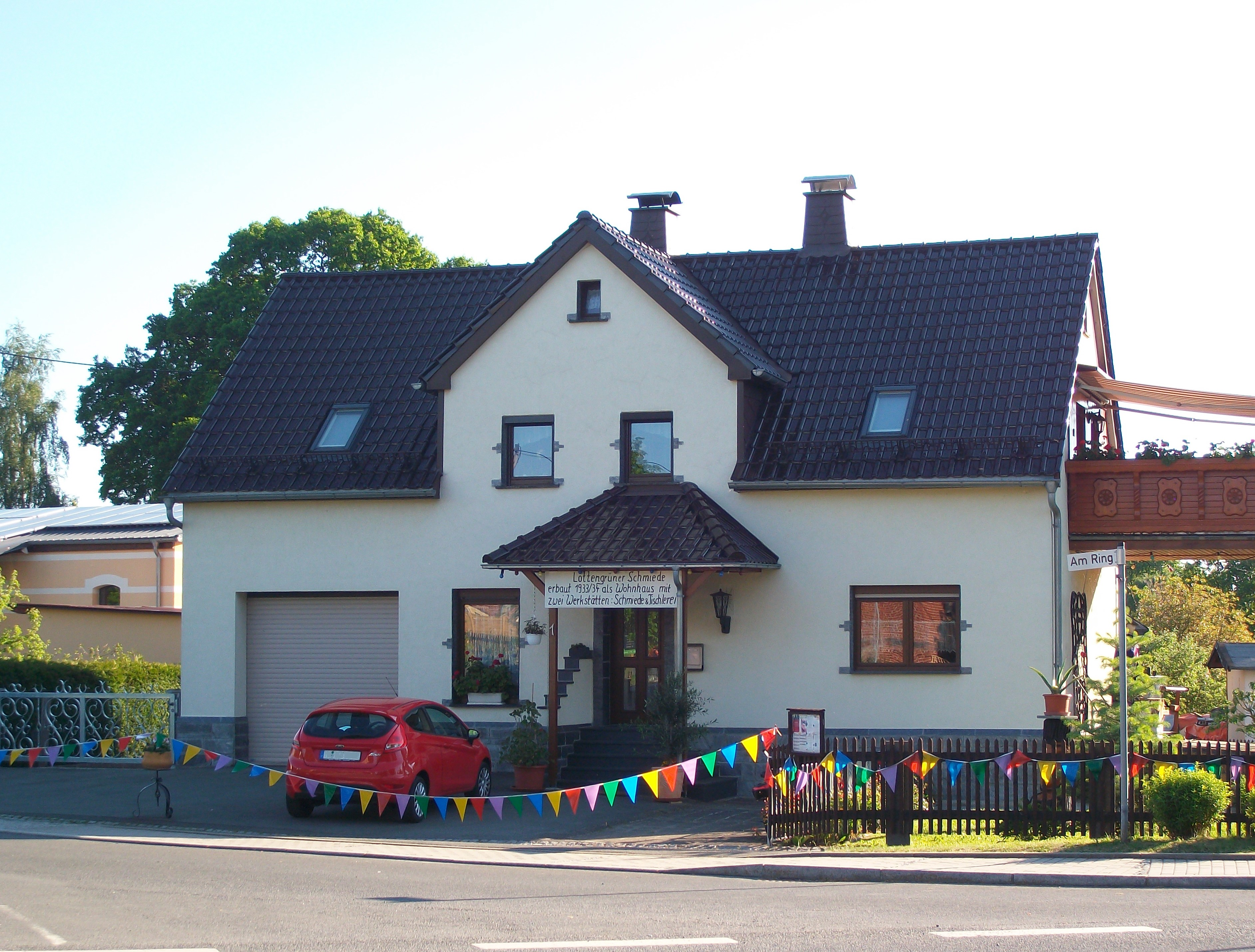
Lottengrün, alte Schmiede

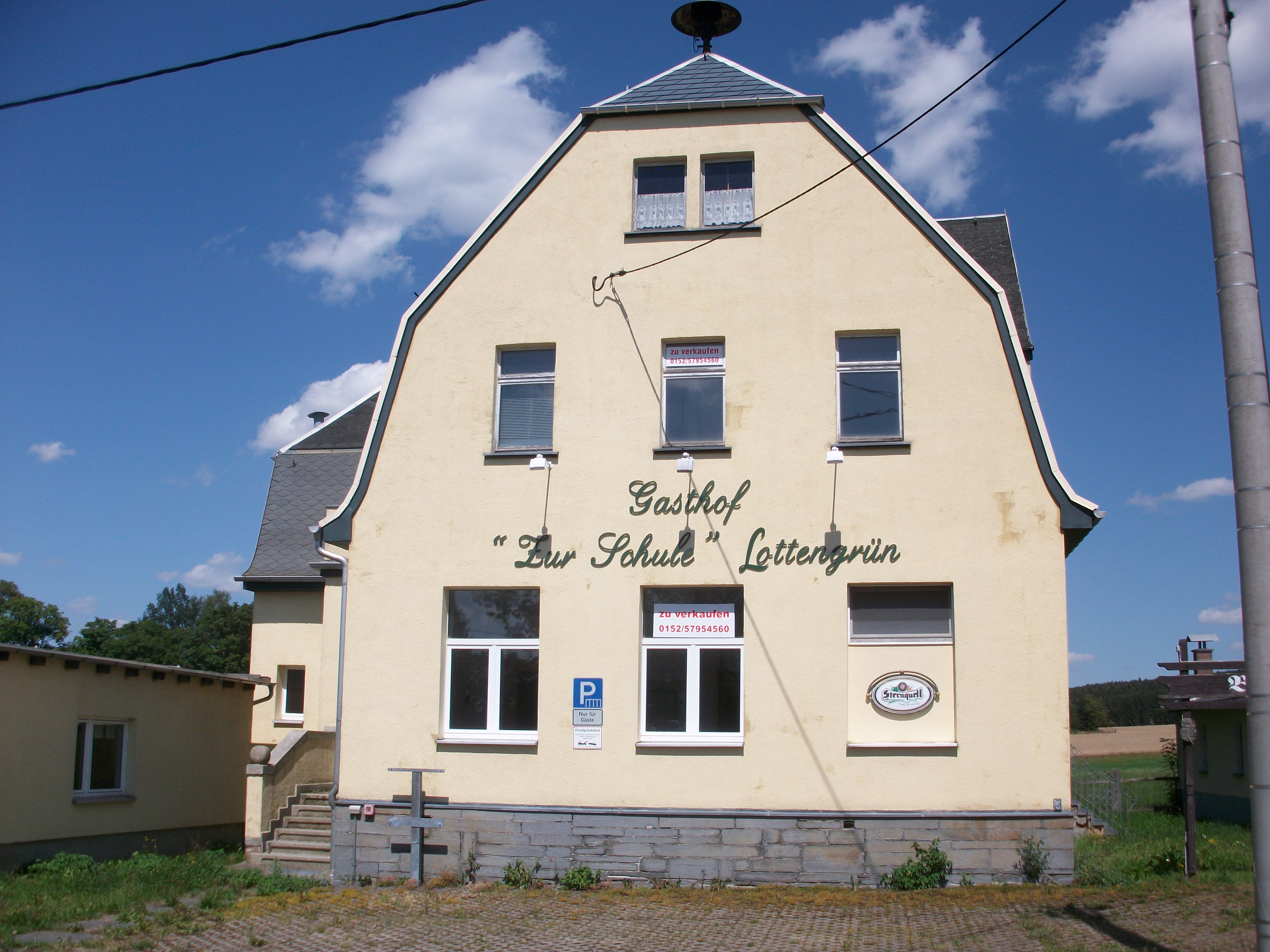
Lottengrün, Gasthof Zur Schule

Lottengrün wurde im Jahr 1267 erstmals als „Lotthengrune“ im Urkundenbuch der Vögte von Weida und Gera erwähnt. Lottengrün gehörte im Gegensatz zum Nachbarort Tirpersdorf bis ins 19. Jahrhundert anteilig zu den kursächsischen bzw. königlich-sächsischen Ämtern Plauen und Voigtsberg. Die Grundherrschaft über den Plauener Anteil lag um 1542 anteilig bei der Pfarre Theuma und dem Rittergut Mechelgrün untern Teils, um 1764 beim Rittergut Mechelgrün untern Teils. Der Voigtsberger Anteil von Lottengrün unterstand um 1542 anteilig der Grundherrschaft der Pfarre Oelsnitz und des Amts Voigtsberg und um 1764 vollständig als Amtsdorf direkt dem Amt Voigtsberg. Kirchlich ist Lottengrün seit jeher nach Theuma gepfarrt.
1856 wurde Lottengrün dem Gerichtsamt Oelsnitz und 1875 der Amtshauptmannschaft Oelsnitz angegliedert. Im Jahr 1869 erhielt der Ort mit dem Bahnhof Lottengrün an der Bahnstrecke Herlasgrün–Oelsnitz Eisenbahnanschluss. Ab 1902 zweigte bei der Haltestelle Lottengrün (seit 1905 Bahnhof) eine Industriebahn zu den Theumaer Schieferbrüchen ab, die schrittweise bis 1923 als öffentliche Bahnstrecke bis Chrieschwitz an der Bahnstrecke Gera Süd–Weischlitz verlängert wurde. Die schrittweise Stilllegung betraf 1951 den Abschnitt Lottengrün–Oelsnitz der Bahnstrecke Herlasgrün–Oelsnitz und 1970/72 die restlichen Bahnstrecken, wodurch der Bahnhof Lottengrün am 1. Oktober 1972 außer Betrieb ging.
Durch die zweite Kreisreform in der DDR kam Die Gemeinde Lottengrün im Jahr 1952 zum Kreis Oelsnitz im Bezirk Chemnitz (1953 in Bezirk Karl-Marx-Stadt umbenannt), der 1990 als sächsischer Landkreis Oelsnitz fortgeführt wurde und 1996 im Vogtlandkreis aufging. Am 1. Januar 1994 erfolgte die Eingemeindung von Lottengrün nach Tirpersdorf.